# MTTR
Az MTTR egy statisztikai alapú minőségi paraméter. Az elnevezés az angol nyelvű Mean Time To Repair kifejezés rövidítésből származik, mely azt mutatja meg, hogy a meghibásodott egység a meghibásodást követően mennyi idő múlva helyezhető ismét üzembe. Statisztikai mérőszám, tehát nem egyetlen példányra érvényes, hanem meghatározása nagy mennyiségű termékeken végzett vizsgálatok alapján történik. Az így kapott eredmény mindaddig érvényes a gyártási sorozatra, míg az előállításuk azonos módon, meghatározott tűréshatáron belül történik.
Az MTTR javítható mérnöki rendszerek esetén értelmezhető. Nagy megbízhatóságú rendszerek tervezésénél a rendszertartalékok meghatározásához használt bemenő paraméter. A redundáns rendszerek elmélete foglalkozik részletesebben ezen témakörrel.
Számítása során nem az effektíve javításra fordított időt kell figyelembe venni. Ehhez hozzá kell még adni a ki- és beszerelési, szállítási, kiszállási, alkatrész szállítási, diagnosztikai, adminisztrációs és egyéb időket is. Röviden, azon idők átlagából kell számítani, mely a meghibásodás pillanatától a javítás utáni újbóli üzembe helyezésig eltelik.
{\displaystyle {\text{MTTR}}={\frac {\sum {({\mbox{Javítás utáni üzembehelyezés időpontja}}-{\mbox{Meghibásidás időpontja}})}}{\mbox{A javítások száma}}}\!}

## Fordítás
- Ez a szócikk részben vagy egészben  a   MTTR című angol Wikipédia-szócikk ezen változatának fordításán alapul.  Az eredeti cikk szerkesztőit annak laptörténete sorolja fel. Ez a jelzés csupán a megfogalmazás eredetét és a szerzői jogokat jelzi, nem szolgál a cikkben szereplő információk forrásmegjelöléseként.